# 장중화
전량 세종 명왕 장중화(前涼 世宗 明王 張重華, 330년 ~ 353년, 재위 : 346년 ~ 353년)는 중국 오호 십육국 시대 전량(前凉)의 제5대의 국왕이다. 자는 태림(泰臨), 묘호는 세종(世宗), 시호는 명왕(明王)이다.

## 생애
장중화는 330년에 장준(張駿)의 차남으로 태어났다. 346년에 장준이 죽자 16세의 나이로 뒤를 이어 즉위하였다. 즉위한 직후 후조(後趙)가 침공해와 진주(秦州 : 간쑤성 동부) 지역을 빼앗기고 양주(凉州 : 간쑤 성 중서부)를 방어하였다. 이때 장중화는 사애(謝艾)를 등용하여 후조의 대군을 막도록 하였으며, 사애는 5차에 걸친 후조의 침공을 모두 막아내는데 성공하였으나 황하 이남 지역은 모두 후조에 복속되었다. 후조가 멸망하고 관중(關中) 지역에서 전진(前秦)이 세력을 확대하자 장중화는 353년에 전진을 공격하였으나 패배하였다. 그러나 황하 이남의 일부 지역을 확보하는데 성공하였다.
353년 말에 장중화는 병에 걸렸고, 어린 아들 장요령(張耀靈)을 후계자로 삼았다. 당시 사애는 참소를 받아 주천(酒泉) 태수로 좌천되어 있었는데, 장중화는 죽으면서 유언으로 사애에게 정치를 보필하도록 하였으나 장조(張祚)가 유언을 감추고 발표하지 않았다. 시호는 환공(桓公), 동진 목제(穆帝)는 경열공(敬烈公)이라 시호를 하사하였다. 354년에 장조(張祚)가 추존하여 명왕(明王)으로 시호를 올렸다.
| 전 대 장준(張駿) | 제5대 전량 공 346년~353년 | 후 대 장요령(張耀靈) |